# 806

## Události
Vojsko Karla Velikého opět po roce vtrhlo do Čech a vynutilo si placení tributu.
Karel Veliký vydává zákon Ordinatio imperii o uspořádání vlády ve Franské říši.

## Hlavy státu
- Papež – Lev III. (795–816)
- Anglie
  - Wessex – Egbert
  - Essex – Sigered (798–825)
  - Mercie – Coenwulf (796–821)
  - Kent – Cuthred (798–809)
- Franská říše – Karel I. Veliký (768–814)
- První bulharská říše – Krum
- Byzantská říše – Nikeforos I. (802–811)
- Svatá říše římská – Karel I. Veliký